# 华中生
华中生，中国科学技术大学管理学院教授、浙江大学求是特聘教授，研究领域为供应链管理和服务运作管理等。华中生担任中国优选法统筹法与经济数学研究会和中国管理科学与工程学会常务理事，还于2011年被聘为中国教育部长江学者特聘教授，并享受国务院特殊津贴。